# Calappa pokipoki
Calappa pokipoki is een krabbensoort uit de familie van de Calappidae. De wetenschappelijke naam van de soort is voor het eerst geldig gepubliceerd in 2000 door Ng.